# Sebastiano Ittar

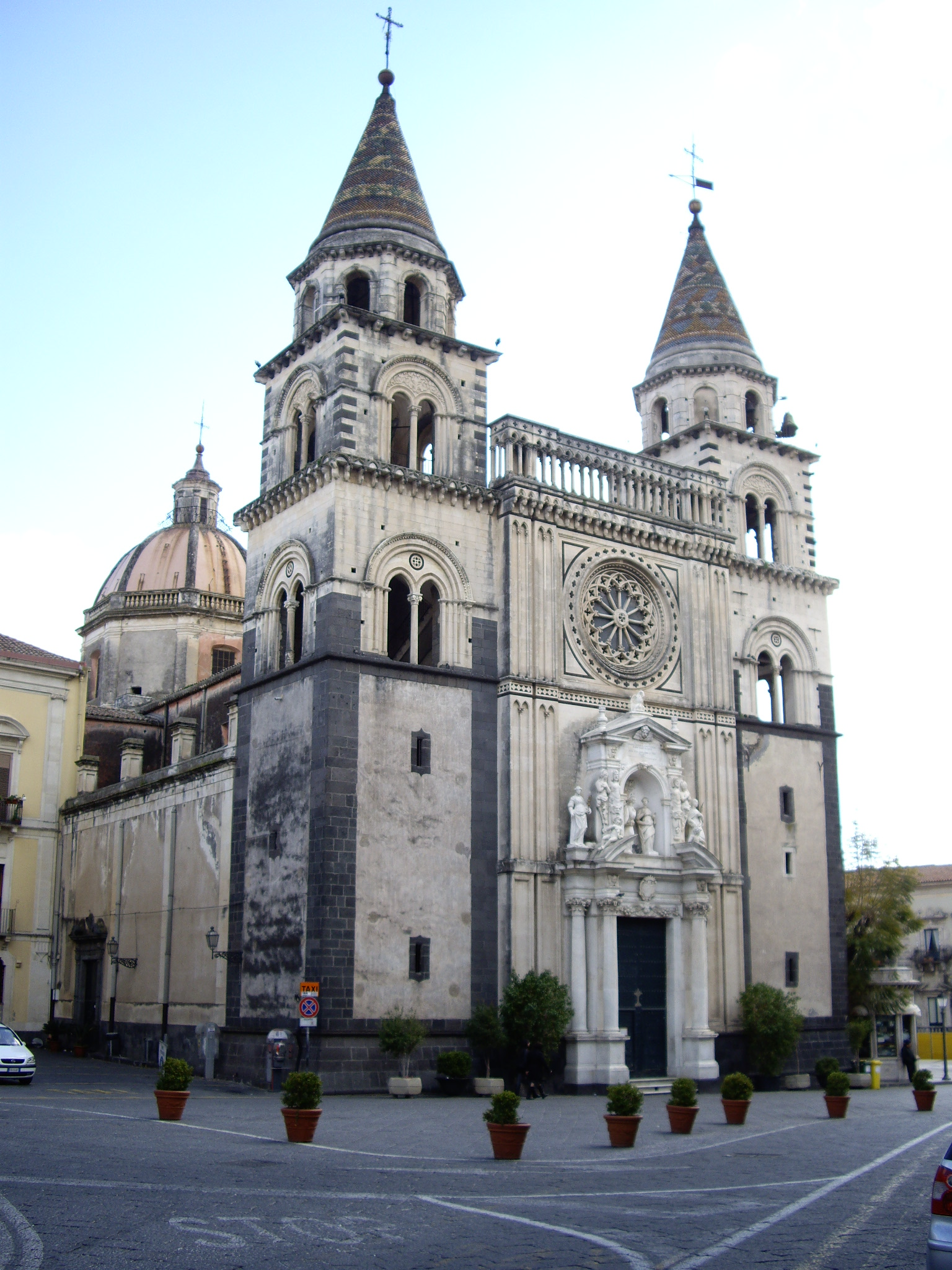
La facciata del duomo di Acireale

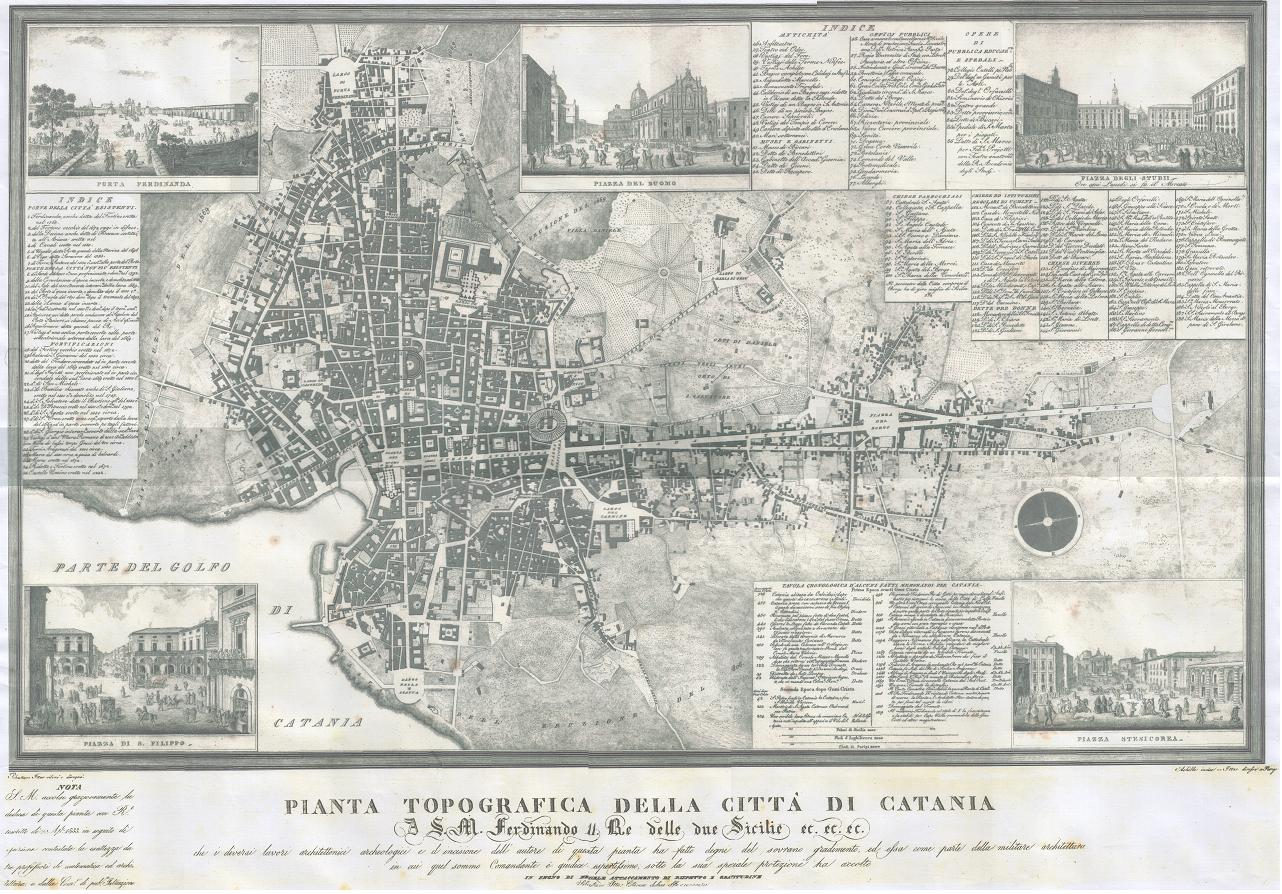
Planimetria di Catania (1833)

Sebastiano Ittar (Catania, 1768 – Catania, 19 ottobre 1847) è stato un architetto e incisore italiano.

## Biografia
Sebastiano era figlio dell'architetto Stefano Ittar (1740-1798) e nipote di Francesco Battaglia (1701-1788). Risiedette per un certo periodo a Malta, con il padre impegnato dal 1784 nella realizzazione della biblioteca dei Cavalieri di Malta. Alcuni anni dopo la morte del padre nel 1790, si recò a Roma nel 1799 insieme al fratello Benedetto, dove studiò architettura e si dedicò alla pittura e al disegno.
A Roma conosce dei collaboratori di Lord Elgin, ambasciatore inglese a Costantinopoli, che lo ingaggiano per una spedizione in Grecia finalizzata a studiare le antichità classiche. Nel periodo 1800-1803 accompagnò infatti Elgin ad Atene, dove eseguì numerosi rilievi dei monumenti dell'Acropoli dell'Hephaisteion e dei monumenti coregici di Trasillo e di Lisicrate ad Atene, degli scavi di Eleusi, di Corinto e in vari centri del Peloponneso.
Nel 1804 rientra a Catania, dedicandosi allo studio e al rilievo dei monumenti antichi e al disegno di piante urbane e territoriali e vedute poi incise su rame, tra cui un'importante planimetria di Catania per la cui realizzazione impiegò più di 25 anni, dal 1806 al 1832, fatta incidere durante un lungo soggiorno a Parigi, dove fu invitato da Jakob Ignaz Hittorff, famoso architetto parigino e suo amico, conosciuto nel 1823, durante il viaggio in Sicilia di quest'ultimo, anch'esso studioso di antichità classiche. A Parigi tienne una conferenza alla Société nationale des beaux-arts per dare la sua testimonianza sulla allora dibattuta questione della policromia della scultura antica, che gli dette una certa fama.
Dal 1833 ricopre l'incarico di architetto del comune di Catania, elaborando molti interessanti e non realizzati progetti di valore urbanistico per una città che viveva un grande sviluppo demografico e cresceva disordinatamente. Ad Acireale progetta il campanile nord, il rosone e le restanti decorazioni in stile neogotico del prospetto della cattedrale e la facciata neoclassica della Chiesa della Madonna dell'Indirizzo.
Nel 1837 è eletto membro onorario del Royal Institute of British Architects di Londra, del quale fu socio fino alla sua morte a 78 anni.
Sposò Marianna Calì nel 1811, figlia dello scultore e architetto Gioacchino, autore della statua di Ignazio Paternò Castello principe di Biscari al Museo civico al Castello Ursino – probabilmente collegato alla famiglia di scultori dei Calì (Andrea, Antonio, Gennaro, Ernesto e altri).

## Opere
- Facciata del convento dei Minoriti a Catania (intorno al 1820)
- Chiesa della Madonna dell'Indirizzo ad Acireale (1812). Ittar realizza la facciata in gusto neoclassico con pronao semicircolare.
- Villa Nicolosi a Acireale, posta su di un poggio presso la chiesa della Madonna dell'Indirizzo.
- Casa Vigo ad Acireale
- Palazzina dell'opera De Quadris a Randazzo (1831)

## Scritti e opere grafiche
- Raccolta degli antichi edificj di Catania. Rilevati e disegnati da Sebastiano Ittar Architetto e Disegnatore di Ruderi. A Milord William Bentinck Ministro Pluripotenziario della gran Brettagna in Sicilia, 2 voll., Catania 1812. Realizzata con la collaborazione dell'incisore Pietro Ruga.
- Viaggio pittorico all'Etna contenente le vedute più interessanti di questo monte etc, realizzato in un lungo periodo, composto da 25 tavole  rimasto inedito.
- Report on the last Excavations in the ancient Theatre of Catania, in Loudon's Architectural Magazine vol. VI (1837), p. 456.